# Зажигай, ребята
Зажигай, ребята (англ. Light It Up) — фильм режиссёра Крэйга Болотина, снятый в 1999 году в США.

## Сюжет
Шестеро школьников закрываются в школе, взяв в заложники офицера полиции, перед этим ранив его. Их требования странные — они не просят денег, а пытаются привлечь к себе внимание и продемонстрировать всем невозможность условий обучения.

## В ролях
- Ашер Рэймонд
- Форест Уитакер
- Розарио Доусон
- Роберт Ричард
- Джадд Нельсон
- Фредро Старр
- Сара Гилберт
- Клифтон Коллинз мл.
- Глинн Тёрмен
- Вик Полизос
- Ванесса Уильямс

## Критика
Фильм получил отрицательные и смешанные обзоры от критиков. На сайте Metacritic общий рейтинг фильма составляет 43 из 100 на основе 27 профессиональных обзоров., а на Rotten Tomatoes соответствующий рейтинг — 38 %. Роджер Эрбер указывает, что «проблема в том, что фильм слишком предсказуем — настолько предсказуем, что сюжет просто не может захватывать.» В то же время рейтинг пользователей на том же Rotten Tomatoes составляет 75 % на основе 6 тысяч обзоров.